# 범수 (전국)
범수(范睢, ? ~ 기원전 255년)는 중국 전국시대 진(秦)나라의 정치가로, 자는 숙(叔)이며 위(魏)나라 사람이다. 이름을 저(雎, 且)라고도 한다. 다른 이름은 장록(張祿)이다.

## 생애
집이 가난하여 불우하게 살다가 위나라의 중대부(中大夫) 수고(須賈)를 섬기게 되었다. 수고가 위왕의 명을 받아 제나라로 사신으로 갈 때 범수도 동행했다. 그 땅에서 수개월을 보냈다. 이 때 제 양왕이 범수의 말이 마음에 들어 금10근과 소와 술을 하사했는데, 범수가 이것을 받지 않았다. 그런데 이를 본 수고는 범수가 위나라의 비밀을 제나라에 흘린 대가로 이러한 물건을 받아 왔을 것이라 의심을 품었다. 위로 돌아와 수고는 재상 위제(魏齊)에게 이를 보고했다. 재상 위제가 사인을 시켜서 범수를 고문해 갈비뼈와 이빨이 부러졌다. 범수가 죽은 척하자, 그를 변소에 버리고 술에 취한 빈객들에게 소변을 보게 하여 욕을 보였다. 범수는 간수에게 “당신이 나를 나갈수 있게 해준다면, 나는 반드시 그대에게 후한 사례를 하겠소”라고 하자, 간수는 위제에게 시체를 버리고 왔다고 거짓말을 하고 범수를 놓아 주었다. 정안평(鄭安平)의 도움으로 도망을 가서 숨었고, 장록(張祿)이라는 이름으로 바꾸었다. 진나라 사신 왕계(王稽)가 위나라에 왔을 때, 정안평은 왕계에게 범수를 진나라로 도망가게 해달라 청했고, 왕계는 이에 응했다. 진에 들어간 왕계가 소양왕(昭陽王)에게 범수를 천거했지만, 등용되지 않았다.
당시 진나라의 재상은 양후(穰侯) 위염(魏冉)으로, 소양왕의 어머니의 선태후의 남동생이었다. 양후는 절대인 권력을 자랑하며, 명장 백기를 등용해 주위의 나라들을 여러 차례 토벌해 영토를 획득하고 있었다. 그러나 그 영토는 양후나 양후와 같은, 태후의 남동생인 화양군(華陽君), 혹은 소양왕의 남동생인 고릉군(高陵君), 경양군(涇陽君) 등이 취해서, 그들의 재산이 왕실보다 많았다.
일 년 남짓을 보낸 범수는 소양왕에게 상소를 올렸고, 이에 응해 소양왕이 범수를 불렀다. 왕을 알현하기 위해 범수는 후궁들이 왕래하는 영항(永港)을 통해서 들어갔다. 그때 진왕이 도착하자, 화난 환관이 “대왕께서 행차하셨다.”라며, 쫓아버리려고 했지만 범수는 “진나라에 무슨 왕이 있느냐? 진나라에는 단지 태후와 양후가 있을 뿐인데”라고 말하였다. 이에 소양왕이 범수를 맞아들이고 의견을 청했다. 범수는 소양왕에게 원교근공책(遠交近攻策)을 말하였고, 소양왕은 위나라를 공격하고 영토를 빼앗아, 한나라를 압박했다. 그 성과에 만족한 소양왕은 범수를 신임하였다. 이어 범수는 소양왕에게 양후들을 배척하지 않으면 왕권이 위험하다고 말했다. 이에 응해 소양왕은 선태후, 양후, 화양군, 고릉군, 경양군을 함곡관 밖으로 추방했다.
권력을 장악한 범수는 응(應) 땅의 후작으로 봉해져서 응후(應侯)로 불리게 되었다. 위나라에서 진나라가 한·위를 토벌하려 하고 있다라는 정보를 얻어, 수고를 진나라에 보냈다. 이를 듣고 범수는 초라한 모습을 하여 수고의 앞에 나타났다. 수고는 범수가 살아 있었던 것에 놀라, 범수가 무엇을 하고 있는지 물었다. 범수는 “다른 사람에게 고용되어 일합니다.”라고 대답했다. 범수의 초라함을 불쌍히 여긴 수고가 두터운 명주 솜옷을 범수에게 주어 “진나라 재상 장록이라는 사람을 만나고 싶다.”라고 말했다. 범수는 자신의 주인이 장록을 알고 있어 대면시킬 수 있다면서, 스스로 마부를 자청해 장록의 저택으로 들어왔다. 먼저 들어간 범수가 나오지 않아서 수고가 문지기에게 물어보니, “그분이 우리의 재상인 장선생이십니다.”하는 대답이 되돌아 왔다. 놀란 수고가 몹시 당황하며 범수의 앞에서 과거의 일을 사과했다. 범수는 수고를 비난했지만, 수고가 두터운 명주 솜옷을 주어, 옛정을 보아 살려준다고 하며 수고에게 “위나라 왕에게 전하여라. 즉시 위제의 머리를 가져오라고! 그렇지 않으면 대량성을 허물고 대량 사람들을 몰살시키겠다.”라고 했다. 귀국한 수고는 위제에 이것을 고해 놀란 위제는 조나라의 평원군에게 도망쳤다.
그 후, 범수를 추천해 준 왕계가 범수에게 “자신에 대한 보답이 없는 것은 아닌지”라고 은근히 얘기했다. 범수는 내심 불쾌했지만, 소양왕에게 청해 왕계를 하동태수에 임명했다. 또한, 정안국을 추천하여 장군으로 임명하였고, 재물을 나누어 가난하게 살 때 신세를 진 사람들에게 일일이 보답하였다. 단지 한끼의 식사에 대한 은혜에도 반드시 보답하였고, 한번 노려본 원한에도 반드시 보복하였다.
소양왕은 범수가 원망하고 있는 위제가 평원군의 식객으로 있는 것을 알아서, 어떻게든 그 원한을 풀어 주고 싶었다. 그래서, 평원군을 진나라에 불러, “위제를 죽여 주지 않으면 함곡관 밖으로 내보내지 않겠소”라고 위협했지만, 평원군은 거절하였다. 그러자, 소양왕은 조나라 효성왕을 위협했다. 이에 두려움을 느낀 효성왕은 군사를 내어 평원군 저택을 포위하여, 위제는 조나라 재상 우경(虞卿)과 함께 도망가고, 위나라의 신릉군에게 도움을 요구했다. 신릉군은 진나라를 무서워하여 위제를 받아 들이는 것을 주저했지만 식객의 말을 듣고 다시 생각하여, 국경까지 맞이하러 나왔다. 그러나 위제는 신릉군이 자신을 만나지 않는다는 소식을 듣고 분노하여, 자결하였다. 효성왕이 위제의 목을 진나라에 보내 평원군은 풀려 났다.
시간이 흘러, 범수는 백기(白起)의 명성이 높아지자, 이를 꺼려 백기가 조나라 수도를 공격하려고 하는 것을 막았다. 그 후, 소양왕에게 중상 모략해 백기를 죽이게 했다. 그 후임으로 정안평을 장군에 앉혔다. 정안평은 조나라를 공격하였으나, 조나라 군사에게 포위당하여 항복을 해 버렸고, 왕계는 타국과 내통한 죄로 사형당했다. 이러한 일로 범수는 위태로워졌지만, 소양왕의 신뢰는 변함이 없었고, 추천자의 죄에 연좌되는 일도 없었다.
이때 유세가 채택(蔡澤)이 범수를 만나서 상앙(商鞅)·오기(吳起)·문종(文種) 등의 일을 예로 들어 은퇴하는 것을 권했다.

## 죽음
범수의 몰년은 전래 문헌에 기록되지 않았는데, 1975년에 발굴된 《수호지진간》(睡虎地秦簡) 중 진나라 말기의 역사를 단편적으로 기록한 〈편년기〉(編年紀)에 “(소왕) 52년, 왕계·장록이 죽었다.”라는 기사가 있다. 이를 바탕으로 범수가 왕계와 같은 해인 기원전 255년에 죽었다고 알려지게 되었으며, 혹은 범수가 왕계와 함께 처형되었다고 하기도 한다.